# Borgloon
Borgloon (fr. Looz, Looz-la-Ville; lim. Loeën) – miasto w Belgii, w Regionie Flamandzkim, w prowincji Limburgia, w okręgu Tongeren. 1 stycznia 2024 roku liczyło 11 580 mieszkańców. Borgloon dało swoją nazwę hrabstwu Loon.

## Podział administracyjny
W skład miasta wchodzi dwanaście dzielnic (deelgemeente):
- Bommershoven
- Broekom
- Gors-Opleeuw
- Gotem
- Groot-Loon (Grand-Looz)
- Hendrieken
- Hoepertingen
- Jesseren
- Kerniel
- Kuttekoven
- Rijkel (Ryckel)
- Voort